# Christian Gottfried Nestler
Christian Gottfried Nestler (også: Chrétien Géofroy Nestler) (1778 – 1832) var en fransk botaniker fra Strassbourg. Han arbejdede desuden som apoteker i Alsace.
I forbindelse med et botanisk navn benyttes Nestl. som standardforkortelse (autornavn). Det er f.eks. en del af autornavnet for mosset Buxbaumia viridis (Grøn Buxbaumia).